# Jonatan Johansson (voetballer)
Jonatan Johansson (Stockholm, 16 augustus 1975) is een voormalig profvoetballer uit Finland, die werd geboren in de Zweedse hoofdstad Stockholm. Hij speelde vooral als aanvaller. Hij beëindigde zijn carrière in 2010 bij de Finse club TPS Turku.

## TPS Turku
Jonatan Johansson begon zijn voetbalcarrière bij de Fins amateurclub Pargas IF. In 1995 maakte hij echter de overstap naar de profclub TPS Turku, een van de sterkere clubs uit de Finse competitie. Zijn eerste seizoen bij TPS kwam hij slechts negen keer in actie. Hij leerde zo wel de hoogste Finse competitie kennen en zijn tweede seizoen voor Turku was hij al een belangrijke speler. Dat seizoen, in 1996, speelde hij 23 van de mogelijke 27 wedstrijden. Tevens scoorde hij zes keer voor de club. Mede hierdoor eindigde TPS dat seizoen op de derde plaats in de Veikkausliiga. Vanwege zijn goede prestaties werd Johansson toentertijd opgeroepen voor het Finse nationale team voor spelers onder 21 jaar. Toen de Finse competitie er eind 1996 opzat, waren de meeste andere Europese competities pas op de helft. In de winter van 1996 vertrok Jonatan Johansson dan ook bij TPS om bij een andere Europese club te spelen. Voor Turku speelde hij in totaal 32 wedstrijden. Daarin scoorde hij zes keer.

## FC Flora Tallinn
Begin 1997 maakte Jonatan Johansson zijn debuut voor FC Flora Tallinn. Daardoor was hij de eerste Finse speler ooit die voor een Estse club uitkwam. Bij Flora kreeg hij de bijnaam Tintti, wat een vertaling van Kuifje is, vanwege zijn blonde gekuifde haren. Ook tijdens deze periode werd hij een vast lid van het nationale team van Finland. Alhoewel hij voor Flora Tallinn negen wedstrijden zou spelen, groeide hij wel uit tot publiekslieveling. Dit kwam mede doordat hij negen keer scoorde in die wedstrijden. Toen het seizoen 1996/1997 erop zat, vertrok Johansson bij FC Flora. Met Tallinn werd hij vice-kampioen van Estland.

## Glasgow Rangers
Na zijn vertrek bij FC Flora Tallinn vertrok Jonatan Johansson naar Schotland om daar voor het eerst bij een grote club te spelen. Hij tekende er in 1997 een contract bij Glasgow Rangers. De Rangers betaalde 500.000 pond voor de Fin. In zijn eerste seizoen kon hij moeilijk zijn draai vinden en kwam dat seizoen ook slechts zes keer in actie. Toen het seizoen erop, 1998/1999, de Nederlander Dick Advocaat er de coach werd kreeg Johansson echter meer kansen. Die jaargang verscheen hij 25 keer op het veld en scoorde acht competitiedoelpunten. Daarnaast was hij ook vijf keer trefzeker in de UEFA Cup. In 1998 kwam hij ook samen te spelen met de Nederlanders Giovanni van Bronckhorst en Arthur Numan. Een seizoen later voegde Michael Mols zich daar nog bij. Het seizoen 1999/2000 was zijn laatste seizoen bij de Rangers. Daarna vertrok hij naar Engeland. Voor Glasgow speelde hij in totaal 47 wedstrijden, waarin hij veertien keer scoorde.

## Charlton Athletic en Norwich City
Charlton Athletic nam in 2000 Jonatan Johansson over van Glasgow Rangers. In totaal betaalden de Londenaren een bedrag van 3,5 miljoen pond voor hem. In zijn eerste seizoen scoorde Johansson elf keer in 34 wedstrijden en zorgde daardoor dat de promovendus niet direct weer degradeerde. In de seizoenen die zouden volgen zou hij echter steeds minder goed in het team van Charlton passen. Steeds vaker moest hij de rol van wisselspeler accepteren. Toch speelde hij wel in bijna alle wedstrijden mee. Door de grote concurrentie van spelers als Darren Bent kwam Johansson uiteindelijk nog maar weinig aan spelen toe en in de winterstop van het seizoen 2005/2006 leende Charlton hem dan ook uit aan Norwich City. Daar begon hij goed door in de eerste drie wedstrijden te scoren. Aan het einde van dat seizoen ontbond Charlton zijn contract, maar het was niet Norwich die hem definiet overnam. Daarentegen vertrok hij naar een club uit zijn geboorteland. Voor Charlton Athletic speelde Jonatan Johansson een totaal van 148 wedstrijden, waarin hij 27 keer het net vond. Bij elkaar speelde hij voor Norwich 12 duels. Daarin scoorde hij drie keer.

## Malmö FF
In 2006 maakte Jonatan Johansson de overstap van Charlton Athletic naar de Zweedse club Malmö FF. Daar kwam hij samen te spelen met zijn landgenoot Jari Litmanen. Bij Malmö kwam Johansson weer volledig tot zijn recht. Hij scoorde maar liefst elf keer in veertien wedstrijden, zijn eerste seizoen bij de club.

## Hibernian en St. Johnstone
Op 23 november 2008 tekende Johansson een contract voor 18 maanden bij het Schotse Hibernian FC. Hij speelde eerder al in Schotland voor Glasgow Rangers. Zijn tweede verblijf in Schotland werd geen succes. Na 8 maanden vertrok hij al bij Hibernian FC. Hij scoorde in negen duels geen enkele goal. In oktober 2009 tekende hij een contract bij St. Johnstone FC, reeksgenoot van Hibernian. Bij deze club kwam hij zes keer in actie, waarbij hij één keer scoorde.

## Terugkeer naar Finland
In januari 2010 keerde hij terug naar Finland, na een mislukte passage in Schotland. Hij tekende een contract bij TPS Turku. De ploeg waar hij z'n carrière als profvoetballer begon. In zijn eerste wedstrijden voor de club lijkt Johansson zijn torinstinct teruggevonden te hebben. In negen wedstrijden scoorde hij zes keer.

## Interlandcarrière
Onder leiding van bondscoach Jukka Ikäläinen maakte Jonatan Johansson op 16 maart 1996 zijn debuut voor het nationale team van Finland, net als verdediger Aarno Turpeinen (HJK Helsinki) en aanvaller Simo Valakari (Finn.Pa). Dit was in een vriendschappelijke wedstrijd tegen Koeweit. Johansson viel na 61 minuten in voor Jokke Kangaskorpi, en nam in de 89ste minuut de enige treffer van het duel voor zijn rekening.
Ondanks het feit dat hij samen met topspelers als Jari Litmanen, Mikael Forssell, Sami Hyypiä en Jussi Jääskeläinen geruime tijd deel uitmaakte van de Finse selectie, wist hij zich nog nooit met zijn vaderland voor een eindtoernooi te plaatsen. Voor EURO 2008 waren de Finnen dichtbij, maar uiteindelijk was het Portugal dat in de beslissende wedstrijd tegen Finland gelijkspeelde en daardoor naar het EK mocht, omdat het drie punten voor lag op Finland. Johansson speelde in totaal 105 interlands, waarin hij 22 keer scoorde.
| Interlands van Jonatan Johansson voor Finland | Interlands van Jonatan Johansson voor Finland | Interlands van Jonatan Johansson voor Finland | Interlands van Jonatan Johansson voor Finland | Interlands van Jonatan Johansson voor Finland | Interlands van Jonatan Johansson voor Finland |
| №                                             | Datum                                         | Wedstrijd                                     | Uitslag                                       | Competitie                                    | Goals                                         |
| Als speler van TPS Turku                      | Als speler van TPS Turku                      | Als speler van TPS Turku                      | Als speler van TPS Turku                      | Als speler van TPS Turku                      | Als speler van TPS Turku                      |
| --------------------------------------------- | --------------------------------------------- | --------------------------------------------- | --------------------------------------------- | --------------------------------------------- | --------------------------------------------- |
| 1                                             | 16 maart 1996                                 | Koeweit – Finland                             | 0 – 1                                         | Oefeninterland                                | 89'                                           |
| Als speler van FC Flora Tallinn               |                                               |                                               |                                               |                                               |                                               |
| 2                                             | 12 februari 1997                              | Turkije – Finland                             | 1 – 1                                         | Oefeninterland                                |                                               |
| 3                                             | 21 februari 1997                              | Maleisië – Finland                            | 2 – 1                                         | Oefeninterland                                |                                               |
| 4                                             | 23 februari 1997                              | China – Finland                               | 2 – 1                                         | Oefeninterland                                |                                               |
| 5                                             | 30 april 1997                                 | Noorwegen – Finland                           | 1 – 1                                         | WK-kwalificatie                               |                                               |
| 6                                             | 8 juni 1997                                   | Finland – Azerbeidzjan                        | 3 – 0                                         | WK-kwalificatie                               |                                               |
| Als speler van Glasgow Rangers                |                                               |                                               |                                               |                                               |                                               |
| 7                                             | 20 augustus 1997                              | Finland – Noorwegen                           | 0 – 4                                         | WK-kwalificatie                               |                                               |
| 8                                             | 11 oktober 1997                               | Finland – Hongarije                           | 1 – 1                                         | WK-kwalificatie                               |                                               |
| 9                                             | 5 februari 1998                               | Cyprus – Finland                              | 1 – 1                                         | Cyprus Toernooi                               | 31'                                           |
| 10                                            | 9 februari 1998                               | Finland – Slowakije                           | 0 – 2                                         | Cyprus Toernooi                               |                                               |
| 11                                            | 25 maart 1998                                 | Malta – Finland                               | 0 – 2                                         | Oefeninterland                                |                                               |
| 12                                            | 22 april 1998                                 | Schotland – Finland                           | 1 – 1                                         | Oefeninterland                                | 10'                                           |
| 13                                            | 27 mei 1998                                   | Finland – Duitsland                           | 0 – 0                                         | Oefeninterland                                |                                               |
| 14                                            | 5 juni 1998                                   | Finland – Frankrijk                           | 0 – 1                                         | Oefeninterland                                |                                               |
| 15                                            | 19 augustus 1998                              | Slowakije – Finland                           | 0 – 0                                         | Oefeninterland                                |                                               |
| 16                                            | 5 september 1998                              | Finland – Moldavië                            | 3 – 2                                         | EK-kwalificatie                               | 44'                                           |
| 17                                            | 10 oktober 1998                               | Noord-Ierland – Finland                       | 1 – 0                                         | EK-kwalificatie                               |                                               |
| 18                                            | 14 oktober 1998                               | Turkije – Finland                             | 1 – 3                                         | EK-kwalificatie                               | 51'                                           |
| 19                                            | 10 februari 1999                              | Finland – Polen                               | 1 – 1                                         | Oefeninterland                                | 20'                                           |
| 20                                            | 31 maart 1999                                 | Duitsland – Finland                           | 2 – 0                                         | EK-kwalificatie                               |                                               |
| 21                                            | 5 juni 1999                                   | Finland – Turkije                             | 2 – 4                                         | EK-kwalificatie                               |                                               |
| 22                                            | 9 juni 1999                                   | Moldavië – Finland                            | 0 – 0                                         | EK-kwalificatie                               |                                               |
| 23                                            | 18 augustus 1999                              | België – Finland                              | 3 – 4                                         | Oefeninterland                                | 45' 53'                                       |
| 24                                            | 4 september 1999                              | Finland – Duitsland                           | 1 – 2                                         | EK-kwalificatie                               |                                               |
| 25                                            | 9 oktober 1999                                | Finland – Noord-Ierland                       | 4 – 1                                         | EK-kwalificatie                               | 9'                                            |
| 26                                            | 3 juni 2000                                   | Letland – Finland                             | 1 – 0                                         | Oefeninterland                                |                                               |
| Als speler van Charlton Athletic              |                                               |                                               |                                               |                                               |                                               |
| 27                                            | 2 september 2000                              | Finland – Albanië                             | 2 – 1                                         | WK-kwalificatie                               |                                               |
| 28                                            | 7 oktober 2000                                | Griekenland – Finland                         | 1 – 0                                         | WK-kwalificatie                               |                                               |
| 29                                            | 11 oktober 2000                               | Finland – Engeland                            | 0 – 0                                         | WK-kwalificatie                               |                                               |
| 30                                            | 15 november 2000                              | Ierland – Finland                             | 3 – 0                                         | Oefeninterland                                |                                               |
| 31                                            | 28 februari 2001                              | Luxemburg – Finland                           | 0 – 1                                         | Oefeninterland                                |                                               |
| 32                                            | 24 maart 2001                                 | Engeland – Finland                            | 2 – 1                                         | WK-kwalificatie                               |                                               |
| 33                                            | 25 april 2001                                 | Hongarije – Finland                           | 0 – 0                                         | Oefeninterland                                |                                               |
| 34                                            | 9 mei 2001                                    | Estland – Finland                             | 1 – 1                                         | Oefeninterland                                |                                               |
| 35                                            | 2 juni 2001                                   | Finland – Duitsland                           | 2 – 2                                         | WK-kwalificatie                               |                                               |
| 36                                            | 15 augustus 2001                              | Finland – België                              | 4 – 1                                         | Oefeninterland                                |                                               |
| 37                                            | 1 september 2001                              | Albanië – Finland                             | 0 – 2                                         | WK-kwalificatie                               |                                               |
| 38                                            | 5 september 2001                              | Finland – Griekenland                         | 5 – 1                                         | WK-kwalificatie                               |                                               |
| 39                                            | 6 oktober 2001                                | Duitsland – Finland                           | 0 – 0                                         | WK-kwalificatie                               |                                               |
| 40                                            | 20 maart 2002                                 | Zuid-Korea – Finland                          | 2 – 0                                         | Oefeninterland                                |                                               |
| 41                                            | 27 maart 2002                                 | Portugal – Finland                            | 1 – 4                                         | Oefeninterland                                |                                               |
| 42                                            | 17 april 2002                                 | Macedonië – Finland                           | 1 – 0                                         | Oefeninterland                                |                                               |
| 43                                            | 22 mei 2002                                   | Finland – Letland                             | 2 – 1                                         | Oefeninterland                                |                                               |
| 44                                            | 21 augustus 2002                              | Finland – Ierland                             | 0 – 3                                         | Oefeninterland                                |                                               |
| 45                                            | 7 september 2002                              | Finland – Wales                               | 0 – 2                                         | EK-kwalificatie                               |                                               |
| 46                                            | 16 oktober 2002                               | Joegoslavië – Finland                         | 2 – 0                                         | EK-kwalificatie                               |                                               |
| 47                                            | 12 februari 2003                              | Noord-Ierland – Finland                       | 0 – 1                                         | Oefeninterland                                |                                               |
| 48                                            | 29 maart 2003                                 | Italië – Finland                              | 2 – 0                                         | EK-kwalificatie                               |                                               |
| 49                                            | 30 april 2003                                 | Finland – IJsland                             | 3 – 0                                         | Oefeninterland                                | 79'                                           |
| 50                                            | 22 mei 2003                                   | Noorwegen – Finland                           | 2 – 0                                         | Oefeninterland                                |                                               |
| 51                                            | 11 juni 2003                                  | Finland – Italië                              | 0 – 2                                         | EK-kwalificatie                               |                                               |
| 52                                            | 20 augustus 2003                              | Denemarken – Finland                          | 1 – 1                                         | Oefeninterland                                |                                               |
| 53                                            | 6 september 2003                              | Azerbeidzjan – Finland                        | 1 – 2                                         | EK-kwalificatie                               |                                               |
| 54                                            | 28 april 2004                                 | Bosnië en Herzegovina – Finland               | 1 – 0                                         | Oefeninterland                                |                                               |
| 55                                            | 28 mei 2004                                   | Finland – Zweden                              | 1 – 3                                         | Oefeninterland                                |                                               |
| 56                                            | 18 augustus 2004                              | Roemenië – Finland                            | 2 – 1                                         | WK-kwalificatie                               |                                               |
| 57                                            | 4 september 2004                              | Finland – Andorra                             | 3 – 0                                         | WK-kwalificatie                               |                                               |
| 58                                            | 9 oktober 2004                                | Finland – Armenië                             | 3 – 1                                         | WK-kwalificatie                               |                                               |
| 59                                            | 13 oktober 2004                               | Nederland – Finland                           | 3 – 1                                         | WK-kwalificatie                               |                                               |
| 60                                            | 17 november 2004                              | Italië – Finland                              | 1 – 0                                         | Oefeninterland                                |                                               |
| 61                                            | 8 februari 2005                               | Finland – Letland                             | 2 – 1                                         | Cyprus Toernooi                               | 31'                                           |
| 62                                            | 9 februari 2005                               | Cyprus – Finland                              | 1 – 2                                         | Cyprus Toernooi                               |                                               |
| 63                                            | 26 maart 2005                                 | Tsjechië – Finland                            | 4 – 3                                         | WK-kwalificatie                               | 79'                                           |
| 64                                            | 2 juni 2005                                   | Finland – Denemarken                          | 0 – 1                                         | Oefeninterland                                |                                               |
| 65                                            | 8 juni 2005                                   | Finland – Nederland                           | 0 – 4                                         | WK-kwalificatie                               |                                               |
| 66                                            | 7 september 2005                              | Finland – Macedonië                           | 5 – 1                                         | WK-kwalificatie                               |                                               |
| 67                                            | 8 oktober 2005                                | Finland – Roemenië                            | 0 – 1                                         | WK-kwalificatie                               |                                               |
| 68                                            | 12 oktober 2005                               | Finland – Tsjechië                            | 0 – 3                                         | WK-kwalificatie                               |                                               |
| Als speler van Norwich City                   |                                               |                                               |                                               |                                               |                                               |
| 69                                            | 28 februari 2006                              | Finland – Kazachstan                          | 0 – 0                                         | Cyprus Toernooi                               |                                               |
| 70                                            | 25 mei 2006                                   | Zweden – Finland                              | 0 – 0                                         | Oefeninterland                                |                                               |
| Als speler van Malmö FF                       |                                               |                                               |                                               |                                               |                                               |
| 71                                            | 16 augustus 2006                              | Finland – Noord-Ierland                       | 1 – 2                                         | Oefeninterland                                |                                               |
| 72                                            | 2 september 2006                              | Polen – Finland                               | 1 – 3                                         | EK-kwalificatie                               |                                               |
| 73                                            | 6 september 2006                              | Finland – Portugal                            | 1 – 1                                         | EK-kwalificatie                               | 21'                                           |
| 74                                            | 7 oktober 2006                                | Armenië – Finland                             | 0 – 0                                         | EK-kwalificatie                               |                                               |
| 75                                            | 15 november 2006                              | Finland – Armenië                             | 1 – 0                                         | EK-kwalificatie                               |                                               |
| 76                                            | 28 maart 2007                                 | Azerbeidzjan – Finland                        | 1 – 0                                         | EK-kwalificatie                               |                                               |
| 77                                            | 2 juni 2007                                   | Finland – Servië                              | 0 – 2                                         | EK-kwalificatie                               |                                               |
| 78                                            | 6 juni 2007                                   | Finland – België                              | 2 – 0                                         | EK-kwalificatie                               | 26'                                           |
| 79                                            | 22 augustus 2007                              | Finland – Kazachstan                          | 2 – 1                                         | EK-kwalificatie                               |                                               |
| 80                                            | 8 september 2007                              | Servië – Finland                              | 0 – 0                                         | EK-kwalificatie                               |                                               |
| 81                                            | 12 september 2007                             | Finland – Polen                               | 0 – 0                                         | EK-kwalificatie                               |                                               |
| 82                                            | 13 oktober 2007                               | België – Finland                              | 0 – 0                                         | EK-kwalificatie                               |                                               |
| 83                                            | 17 oktober 2007                               | Finland – Spanje                              | 0 – 0                                         | Oefeninterland                                |                                               |
| 84                                            | 17 november 2007                              | Finland – Azerbeidzjan                        | 2 – 1                                         | EK-kwalificatie                               |                                               |
| 85                                            | 21 november 2007                              | Portugal – Finland                            | 0 – 0                                         | EK-kwalificatie                               |                                               |
| 86                                            | 6 februari 2008                               | Finland – Griekenland                         | 1 – 2                                         | Cyprus Toernooi                               |                                               |
| 87                                            | 26 maart 2008                                 | Bulgarije – Finland                           | 2 – 1                                         | Oefeninterland                                |                                               |
| 88                                            | 29 mei 2008                                   | Finland – Turkije                             | 0 – 2                                         | Oefeninterland                                |                                               |
| 89                                            | 2 juni 2008                                   | Finland – Wit-Rusland                         | 1 – 1                                         | Oefeninterland                                |                                               |
| 90                                            | 20 augustus 2008                              | Finland – Israël                              | 2 – 0                                         | Oefeninterland                                | 43' 88'                                       |
| 91                                            | 10 september 2008                             | Finland – Duitsland                           | 3 – 3                                         | WK-kwalificatie                               | 33'                                           |
| Als speler van Hibernian                      |                                               |                                               |                                               |                                               |                                               |
| 92                                            | 11 februari 2009                              | Portugal – Finland                            | 1 – 0                                         | Oefeninterland                                |                                               |
| 93                                            | 28 maart 2009                                 | Wales – Finland                               | 0 – 2                                         | WK-kwalificatie                               | 42'                                           |
| 94                                            | 1 april 2009                                  | Noorwegen – Finland                           | 3 – 2                                         | Oefeninterland                                | 39'                                           |
| 95                                            | 6 juni 2009                                   | Finland – Liechtenstein                       | 2 – 1                                         | WK-kwalificatie                               | 71'                                           |
| 96                                            | 10 juni 2009                                  | Finland – Rusland                             | 0 – 3                                         | WK-kwalificatie                               |                                               |
| 97                                            | 5 september 2009                              | Azerbeidzjan – Finland                        | 1 – 2                                         | WK-kwalificatie                               | 85'                                           |
| 98                                            | 9 september 2009                              | Liechtenstein – Finland                       | 1 – 1                                         | WK-kwalificatie                               |                                               |
| 99                                            | 10 oktober 2009                               | Finland – Wales                               | 2 – 1                                         | WK-kwalificatie                               |                                               |
| 100                                           | 14 oktober 2009                               | Duitsland – Finland                           | 1 – 1                                         | WK-kwalificatie                               | 11'                                           |
| Als speler van St. Johnstone FC               |                                               |                                               |                                               |                                               |                                               |
| 101                                           | 18 januari 2010                               | Zuid-Korea – Finland                          | 2 – 0                                         | Oefeninterland                                |                                               |
| Als speler van TPS Turku                      |                                               |                                               |                                               |                                               |                                               |
| 102                                           | 3 maart 2010                                  | Malta – Finland                               | 1 – 2                                         | Oefeninterland                                |                                               |
| 103                                           | 29 mei 2010                                   | Polen – Finland                               | 0 – 0                                         | Oefeninterland                                |                                               |
| 104                                           | 3 september 2010                              | Moldavië – Finland                            | 2 – 0                                         | EK-kwalificatie                               |                                               |
| 105                                           | 7 september 2010                              | Nederland – Finland                           | 2 – 1                                         | EK-kwalificatie                               |                                               |

| Interlanddoelpunten van Jonatan Johansson voor Finland | Interlanddoelpunten van Jonatan Johansson voor Finland | Interlanddoelpunten van Jonatan Johansson voor Finland | Interlanddoelpunten van Jonatan Johansson voor Finland | Interlanddoelpunten van Jonatan Johansson voor Finland | Interlanddoelpunten van Jonatan Johansson voor Finland | Interlanddoelpunten van Jonatan Johansson voor Finland | Interlanddoelpunten van Jonatan Johansson voor Finland |
| #                                                      | Datum                                                  | Locatie                                                | Wedstrijd                                              | Goal(s)                                                | Score                                                  | Uitslag                                                | Wedstrijd                                              |
| ------------------------------------------------------ | ------------------------------------------------------ | ------------------------------------------------------ | ------------------------------------------------------ | ------------------------------------------------------ | ------------------------------------------------------ | ------------------------------------------------------ | ------------------------------------------------------ |
| 1                                                      | 16/03/1996                                             | Koeweit-Stad                                           | Koeweit – Finland                                      | 89'                                                    | 0 – 1                                                  | 0 – 1                                                  | Oefeninterland                                         |
| 2                                                      | 05/02/1998                                             | Limassol                                               | Cyprus – Finland                                       | 31'                                                    | 0 – 1                                                  | 1 – 1                                                  | Oefeninterland                                         |
| 3                                                      | 22/04/1998                                             | Edinburgh                                              | Schotland – Finland                                    | 10'                                                    | 0 – 1                                                  | 1 – 1                                                  | Oefeninterland                                         |
| 4                                                      | 05/09/1998                                             | Helsinki                                               | Finland – Moldavië                                     | 44'                                                    | 2 – 2                                                  | 3 – 2                                                  | EK-kwalificatie                                        |
| 5                                                      | 14/10/1998                                             | Istanboel                                              | Turkije – Finland                                      | 51'                                                    | 0 – 2                                                  | 1 – 3                                                  | EK-kwalificatie                                        |
| 6                                                      | 10/02/1999                                             | Ta' Qali                                               | Polen – Finland                                        | 20'                                                    | 1 – 1                                                  | 1 – 1                                                  | Oefeninterland                                         |
| 7                                                      | 18/08/1999                                             | Brussel                                                | België – Finland                                       | 45'                                                    | 1 – 2                                                  | 3 – 4                                                  | Oefeninterland                                         |
| 8                                                      | 18/08/1999                                             | Brussel                                                | België – Finland                                       | 53'                                                    | 1 – 3                                                  | 3 – 4                                                  | Oefeninterland                                         |
| 9                                                      | 09/10/1999                                             | Helsinki                                               | Finland – Noord-Ierland                                | 9'                                                     | 1 – 0                                                  | 4 – 1                                                  | EK-kwalificatie                                        |
| 10                                                     | 30/04/2003                                             | Vantaa                                                 | Finland – IJsland                                      | 79'                                                    | 3 – 0                                                  | 3 – 0                                                  | Oefeninterland                                         |
| 11                                                     | 08/02/2005                                             | Nicosia                                                | Finland – Letland                                      | 31'                                                    | 1 – 0                                                  | 2 – 1                                                  | Oefeninterland                                         |
| 12                                                     | 26/03/2005                                             | Teplice                                                | Tsjechië – Finland                                     | 79'                                                    | 3 – 3                                                  | 4 – 3                                                  | WK-kwalificatie                                        |
| 13                                                     | 06/09/2006                                             | Helsinki                                               | Finland – Portugal                                     | 21'                                                    | 1 – 0                                                  | 1 – 1                                                  | EK-kwalificatie                                        |
| 14                                                     | 06/06/2007                                             | Helsinki                                               | Finland – België                                       | 26'                                                    | 1 – 0                                                  | 2 – 0                                                  | EK-kwalificatie                                        |
| 15                                                     | 20/08/2008                                             | Tampere                                                | Finland – Israël                                       | 43'                                                    | 1 – 0                                                  | 2 – 0                                                  | Oefeninterland                                         |
| 16                                                     | 20/08/2008                                             | Tampere                                                | Finland – Israël                                       | 88'                                                    | 2 – 0                                                  | 2 – 0                                                  | Oefeninterland                                         |
| 17                                                     | 10/09/2008                                             | Helsinki                                               | Finland – Duitsland                                    | 33'                                                    | 1 – 0                                                  | 3 – 3                                                  | WK-kwalificatie                                        |
| 18                                                     | 28/03/2009                                             | Cardiff                                                | Wales – Finland                                        | 42'                                                    | 0 – 1                                                  | 0 – 2                                                  | WK-kwalificatie                                        |
| 19                                                     | 01/04/2009                                             | Oslo                                                   | Noorwegen – Finland                                    | 39'                                                    | 0 – 1                                                  | 3 – 2                                                  | Oefeninterland                                         |
| 20                                                     | 06/06/2009                                             | Helsinki                                               | Finland – Liechtenstein                                | 71'                                                    | 2 – 1                                                  | 2 – 1                                                  | WK-kwalificatie                                        |
| 21                                                     | 05/09/2009                                             | Lənkəran                                               | Azerbeidzjan – Finland                                 | 85'                                                    | 1 – 2                                                  | 1 – 2                                                  | WK-kwalificatie                                        |
| 22                                                     | 14/10/2009                                             | Hamburg                                                | Duitsland – Finland                                    | 11'                                                    | 0 – 1                                                  | 1 – 1                                                  | WK-kwalificatie                                        |

## Erelijst
- Vice-kampioen Meistriliiga: 1997 (FC Flora Tallinn)
- Scottish Premier League: 1999, 2000 (Glasgow Rangers)
- Scottish Cup: 1999, 2000 (Glasgow Rangers)
- Scottish League Cup: 1999 (Glasgow Rangers)
- Suomen Cup: 2010 (TPS Turku)